# Mamma mia, la civiltà
Mamma mia, la civiltà! (La civilisation, ma mère!, 1972) è una delle opere più significative dello scrittore marocchino Driss Chraïbi, che attraverso questo libro si accosta alla trattazione delle tematiche sociali.

## Trama
Già a partire dal titolo il lettore si confronta immediatamente con i due protagonisti del romanzo: la madre e la civilizzazione, intesa come modernità che viene ad insinuarsi in una società che è quella del Marocco degli anni '30, una società quindi ancora fortemente ancorata alle proprie tradizioni. La madre del narratore del romanzo è quindi la protagonista dell'opera il cui tema principale è il suo rapporto con appunto la civilizzazione.
Nel corso del primo capitolo vengono presentati i personaggi principali: il narratore e suo fratello Najib, il loro padre, un ricco borghese severo e la loro madre, protagonista appunto del romanzo, una giovane donna marocchina senza istruzione che si occupa con amore e dedizione della casa e della famiglia, dimensioni che costituiscono la sola, totalizzante realtà della sua vita. 
Attraverso la lettura veniamo a conoscenza del passato di questa donna che, divenuta orfana a sei mesi, viene accolta nella casa di alcuni parenti borghesi come domestica e che, all'età di tredici anni, viene chiesta in moglie da uomo anche lui appartenente alla borghesia che non l'aveva mai vista.
Il fulcro del romanzo è l'evoluzione della madre, la sua crescita personale e culturale. All'inizio della narrazione, parte storicamente ambientata nel Marocco degli anni 30, la madre incarnava il modello tradizionale della donna sottomessa ed analfabeta che conduceva una vita protetta tra le mura domestiche, in una sorta di gabbia dorata. Ma un cambiamento radicale avviene nel corso della guerra e, dopo l'indipendenza e dopo un periodo trascorso a studiare e ad informarsi, diviene una donna colta, intelligente, indipendente che ha imparato a guidare e che si veste all'Europea. Alla fine del romanzo il lettore si trova quindi di fronte ad una donna del tutto differente, diversa al punto che anche suo marito non la riconosce più. La donna, che era essa stessa un essere “colonizzato”, rinasce a nuova vita grazie all'aiuto di coloro che l'hanno messa al mondo, grazie all'affetto commovente dei suoi figli e, attraverso questo cambiamento, è il suo stesso marito che viene coinvolto in un processo di rinascita.
La protagonista diviene quindi un simbolo della liberazione del terzo mondo. 
Quella donna marocchina che non era conoscenza dell'esistenza della radio e che si stupiva di quella scatola parlante che fece irruzione un giorno in casa sua, che viveva in un mondo popolato da magiche presenze e che, alla fine della narrazione, si è trasformata in una paladina dell'emancipazione femminile, ci insegna a perseguire il nostro scopo nella vita, ci mostra che nessun obbiettivo è irraggiungibile.

## Temi
Driss Chraïbi affronta in questo romanzo importanti tematiche sociali raccontandoci il cambiamento contraddittorio e tortuoso di un Marocco in trasformazione e il conseguente atteggiamento della sua gente, coinvolta, attivamente o passivamente, in tale processo di trasformazione. Tematica fondamentale del romanzo è l'emancipazione femminile, raccontata con uno stile brillante e a tratti umoristico, ma sempre poetico e dolce.
Il tono della narrazione cambia a seconda dei contesti, si passa da un linguaggio sostenuto nelle parti storiche- artistiche, ad uno stile più quotidiano fino ad un linguaggio familiare e colloquiale utilizzato per rendere con maggiore vividezza le scene ambientate in famiglia.